# Родріг Жан
Родріг Жан (англ. Rodrigue Jean; 1957, Каракет, Нью-Брансвік) — канадський режисер та сценарист акадійського походження. Жан вивчав біологію, соціологію та літературу. В 1980-х був танцюристом та хореографом. Згодом вивчав театральне мистецтво та режисуру у Лондоні та Токіо.
Свій перший короткометражний фільм «La Déroute» він зняв у 1989 році, а на початку 1990-х очолив відео-майстерню в лондонському центрі для бездомної молоді. У 1995 році він зняв документальний фільм «La voix des rivières» і зняв два короткометражні відеофільми: «La mémoire de l'eau» у 1996 році та «L'Appel» у 1998 році.
Його першим повнометражним фільмом став Повний відрив в 1999 році та Єллоунайф в 2002. Його фільм Загублена пісня отримав нагороду. У 2005 році він зняв документальний фільм Життя на краю, віддавши шану своїм акадійським кореням, акцентуючи увагу на поезії Джеральда Лебланка. Документальний фільм Чоловіки на продаж (більш відомий також під французькою назвою Hommes à louer) вийшов у 2009 році.
У фільмі Любов під час громадянської війни Жан сфокусував увагу на житті чоловіків повій та сутенерів.

## Особисте життя
Родріг Жан є відкритим геєм, більшість але не всі його стрічки сфокусовані на темі ЛГБТ.

## Фільмографія
Як Режисер:
- 1989: La Déroute (короткометражка)
- 1995: La voix des rivières (документальний)
- 1996: La mémoire de l'eau (документальний)
- 1998: L'Appel (короткометражка)
- 1999: Повний відрив
- 2002: Єллоунайф
- 2005: Життя на краю (документальний)
- 2008: Загублена пісня
- 2009: Чоловіки на продаж (Hommes à louer)
- 2014: Любов під час громадянської війни (L'amour au temps de la guerre civile)
- 2019: Акробат (L'Acrobate)

Продюсер
- 2002: Єллоунайф
- 2008: Загублена пісня

Сценарист
- 2002: Єллоунайф
- 2008: Загублена пісня

Актор
- 1991: Les sauf-conduits

## Нагороди
- Нагорода Телефільм Канади, за найкращий канадський короткометражний фільм «La Voix des rivières» на міжнародному фестивалі франкомовного кіномистецтва FICFA.
- Нагорода за кращий документальний фільм на Атлантичному кінофестивалі в Галіфаксі, Нова Шотландія.
- Отримав прихильність журі за його перший повнометражний канадський фільм Повний відрив на Міжнародному кінофестивалі в Торонто у 1999 році.
- Нагорода за кращий канадський художній фільм Загублена пісня на Міжнародному кінофестивалі в Торонто.